# NGC 1410
NGC 1410 è una piccola galassia di Seyfert (anche catalogata come III Zw 55) a spirale situata nella costellazione del Toro, distante circa 340 milioni di anni luce. Essa interagisce con un'altra galassia, NGC 1409, una piccola galassia a spirale barrata il cui bulge è distante solamente 23.000 anni luce da quello di NGC 1410. Un alone di stelle sparse si estende a circa 50.000 anni luce di distanza dai loro rispettivi bulbi, sottolineando l'interazione gravitazionale che esiste tra le due galassie.
Le due galassie sono infatti note per il loro scambio di polveri e gas, attraverso una corrente di materiali: la corrente contiene una massa di polveri equivalente a 2 milioni di masse solari, quindi quella totale (tenendo conto che il rapporto tra le masse dei gas e delle polveri è in genere di 160) risulta essere equivalente a circa 300 milioni di volte quella solare.
Ridotta nelle dimensioni, poiché è larga solo 17.300 anni luce (contro i 100 000 della Via Lattea), NGC 1410 è sede di un'importante attività di formazione stellare di stelle blu, giovani e calde, al contrario della sua compagna, che ne è completamente priva.
Questa galassia è classificata come Galassia di Seyfert di tipo Seyfert 2, a causa delle sue linee spettrali strette: si pensa che nel suo nucleo sia presente un buco nero supermassiccio, con una massa compresa tra 10 e 100 000 000 di masse solari.